# Albert Vandeplancke
Albert Désiré Vandeplancke, né le 2 janvier 1911 à Tourcoing et mort le 18 avril 1939 dans cette même ville, est un nageur et un joueur de water-polo français.

## Carrière
Fils d'un bijoutier, Albert Vandeplancke est licencié aux Enfants de Neptune de Tourcoing, club sous les couleurs duquel il remporte plusieurs titres nationaux. En 1926, il est sacré champion de France en bassin de 50 m du 400 m nage libre. Il reproduit cette performance en 1928. Cette année-là, et pour quatre années consécutives, il est champion de France de natation de grand fond nage libre.
Vandeplancke participe aux épreuves de natation aux Jeux olympiques d'été de 1928 à Amsterdam en relais 4 × 200 m nage libre et en 400 m nage libre, mais ne parvient pas à sortir des séries. En water-polo, il termine avec l'équipe de France à la troisième place.
Il remporte la traversée de Paris à la nage en 1928, 1930 et 1931, épreuve dont il termine deuxième en 1929.